# Carl Lewis
Carl Lewis (născut Frederick Carlton Lewis, n. 1 iulie 1961, Birmingham, Alabama, SUA) este un fost atlet american.
A stabilit mai multe recorduri mondiale și a dominat ani de-a rândul probele de săritură în lungime și de alergări pe distanțe scurte, fiind considerat unul dintre cei mai buni atleți din istoria sportului. De-a lungul cariei a cucerit nouă medalii de aur la Jocurile Olimpice. A câștigat și opt titluri la Campionatele Mondiale. În anul 1999 a fost numit de IAAF „Atletul secolului”.

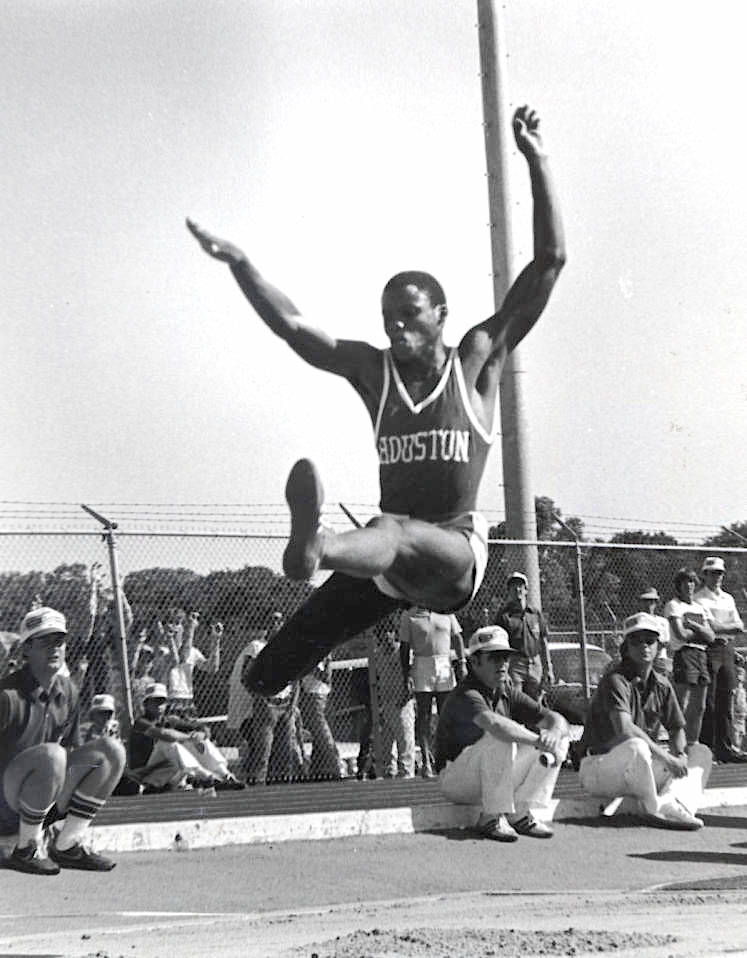
La un concurs universitar
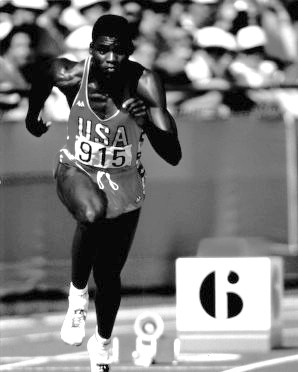
La JO din 1984

## Palmares
| An   | Competiție                       | Locație                     | Loc | Eveniment | Note  |
| ---- | -------------------------------- | --------------------------- | --- | --------- | ----- |
| 1979 | Jocurile Panamericane            | San Juan, Puerto Rico       | 3   | lungime   | 8,13  |
| 1980 | Jocurile Panamericane de Juniori | Sudbury, Canada             | 1   | 100 m     | 10,43 |
| 1980 | Jocurile Panamericane de Juniori | Sudbury, Canada             | 1   | 200 m     | 20,72 |
| 1980 | Jocurile Panamericane de Juniori | Sudbury, Canada             | 1   | 4x100 m   | 39,61 |
| 1981 | Cupa Mondială                    | Roma, Italia                | 9   | 100 m     | 10,96 |
| 1981 | Cupa Mondială                    | Roma, Italia                | 1   | lungime   | 8,15  |
| 1983 | Campionatul Mondial              | Helsinki, Finlanda          | 1   | 100 m     | 10,07 |
| 1983 | Campionatul Mondial              | Helsinki, Finlanda          | 1   | 4x100 m   | 38,50 |
| 1983 | Campionatul Mondial              | Helsinki, Finlanda          | 1   | lungime   | 8,55  |
| 1984 | Jocurile Olimpice                | Los Angeles, Statele Unite  | 1   | 100 m     | 9,99  |
| 1984 | Jocurile Olimpice                | Los Angeles, Statele Unite  | 1   | 200 m     | 19,80 |
| 1984 | Jocurile Olimpice                | Los Angeles, Statele Unite  | 1   | 4x100 m   | 37,83 |
| 1984 | Jocurile Olimpice                | Los Angeles, Statele Unite  | 1   | lungime   | 8,54  |
| 1986 | Jocurile Goodwill                | Moscova, Uniunea Sovietică  | 3   | 100 m     | 10,06 |
| 1986 | Jocurile Goodwill                | Moscova, Uniunea Sovietică  | 1   | 4x100 m   | 37,98 |
| 1987 | Jocurile Panamericane            | Indianapolis, Statele Unite | 1   | 4x100 m   | 38,41 |
| 1987 | Jocurile Panamericane            | Indianapolis, Statele Unite | 1   | lungime   | 8,75  |
| 1987 | Campionatul Mondial              | Roma, Italia                | 1   | 100 m     | 9,93  |
| 1987 | Campionatul Mondial              | Roma, Italia                | 1   | 4x100 m   | 37,90 |
| 1987 | Campionatul Mondial              | Roma, Italia                | 1   | lungime   | 8,67  |
| 1988 | Jocurile Olimpice                | Seul, Coreea de Sud         | 1   | 100 m     | 9,92  |
| 1988 | Jocurile Olimpice                | Seul, Coreea de Sud         | 2   | 200 m     | 19,79 |
| 1988 | Jocurile Olimpice                | Seul, Coreea de Sud         | 1   | lungime   | 8,72  |
| 1990 | Jocurile Goodwill                | Seattle, Statele Unite      | 2   | 100 m     | 10,08 |
| 1990 | Jocurile Goodwill                | Seattle, Statele Unite      | 1   | lungime   | 8,38  |
| 1991 | Campionatul Mondial              | Tokio, Japonia              | 1   | 100 m     | 9,86  |
| 1991 | Campionatul Mondial              | Tokio, Japonia              | 1   | 4x100 m   | 37,50 |
| 1991 | Campionatul Mondial              | Tokio, Japonia              | 2   | lungime   | 8,91  |
| 1992 | Jocurile Olimpice                | Barcelona, Spania           | 1   | 4x100 m   | 37,40 |
| 1992 | Jocurile Olimpice                | Barcelona, Spania           | 1   | lungime   | 8,67  |
| 1993 | Campionatul Mondial              | Stuttgart, Germania         | 4   | 100 m     | 10,02 |
| 1993 | Campionatul Mondial              | Stuttgart, Germania         | 3   | 200 m     | 19,99 |
| 1994 | Jocurile Goodwill                | Sankt Petersburg, Rusia     | 4   | 100 m     | 10,23 |
| 1994 | Jocurile Goodwill                | Sankt Petersburg, Rusia     | 1   | 4x100 m   | 38,30 |
| 1996 | Jocurile Olimpice                | Atlanta, Statele Unite      | 1   | lungime   | 8,50  |

## Recorduri personale
| În aer liber        | În aer liber                   | În aer liber      | În aer liber    | În aer liber | În aer liber |
| ------------------- | ------------------------------ | ----------------- | --------------- | ------------ | ------------ |
| 100 m               | 9,86 s (10,2 m/s)              | 24 august 1991    | Tokio           |              |              |
| 200 m               | 19,75 s (1,5 m/s)              | 19 iunie 1983     | Indianapolis    |              |              |
| săritură în lungime | 8,87 m (−0,2 m/s)              | 30 august 1991    | Tokio           |              |              |
| ștafetă 4 x 100 m   | 37,40 s (USA)                  | 8 august 1992     | Barcelona       |              |              |
| 4 x 200 m           | 1:18,68 min* (Santa Monica TC) | 17 aprilie 1994   | Walnut          |              |              |
| În sală             |                                |                   |                 |              |              |
| 50y                 | 5,31 s                         | 13 februarie 1981 | Toronto         |              |              |
| 60y                 | 6,02 s                         | 5 februarie 1983  | Dallas          |              |              |
| 50m                 | 5,72 s                         | 17 februarie 1984 | San Diego       |              |              |
| 55m                 | 6,09 s                         | 14 februarie 1987 | East Rutherford |              |              |
| 60 m                | 6,60 s                         | 10 februarie 1989 | San Sebastian   |              |              |
| 200 m               | 20,75 s                        | 4 martie 1992     | San Sebastian   |              |              |
| săritură în lungime | 8,79 m**                       | 27 ianuarie 1984  | New York City   |              |              |